# Fredede fortidsminder i Vallensbæk Kommune
Der er ingen fredede fortidsminder i Vallensbæk Kommune.